# Void-Vacon
Void-Vacon is een gemeente in het Franse departement Meuse (regio Grand Est). Void-Vacon telde op 1 januari 2022 1.606 inwoners.
De gemeente maakt deel uit van het arrondissement Commercy en sinds 22 maart 2015 van het kanton Vaucouleurs. Daarvoor was het de hoofdplaats van het gelijknamige kanton, dat op die datum opgeheven werd.

## Geografie
De oppervlakte van Void-Vacon bedroeg op 1 januari 2022 35,58 vierkante kilometer; de bevolkingsdichtheid was toen 45,1 inwoners per km².

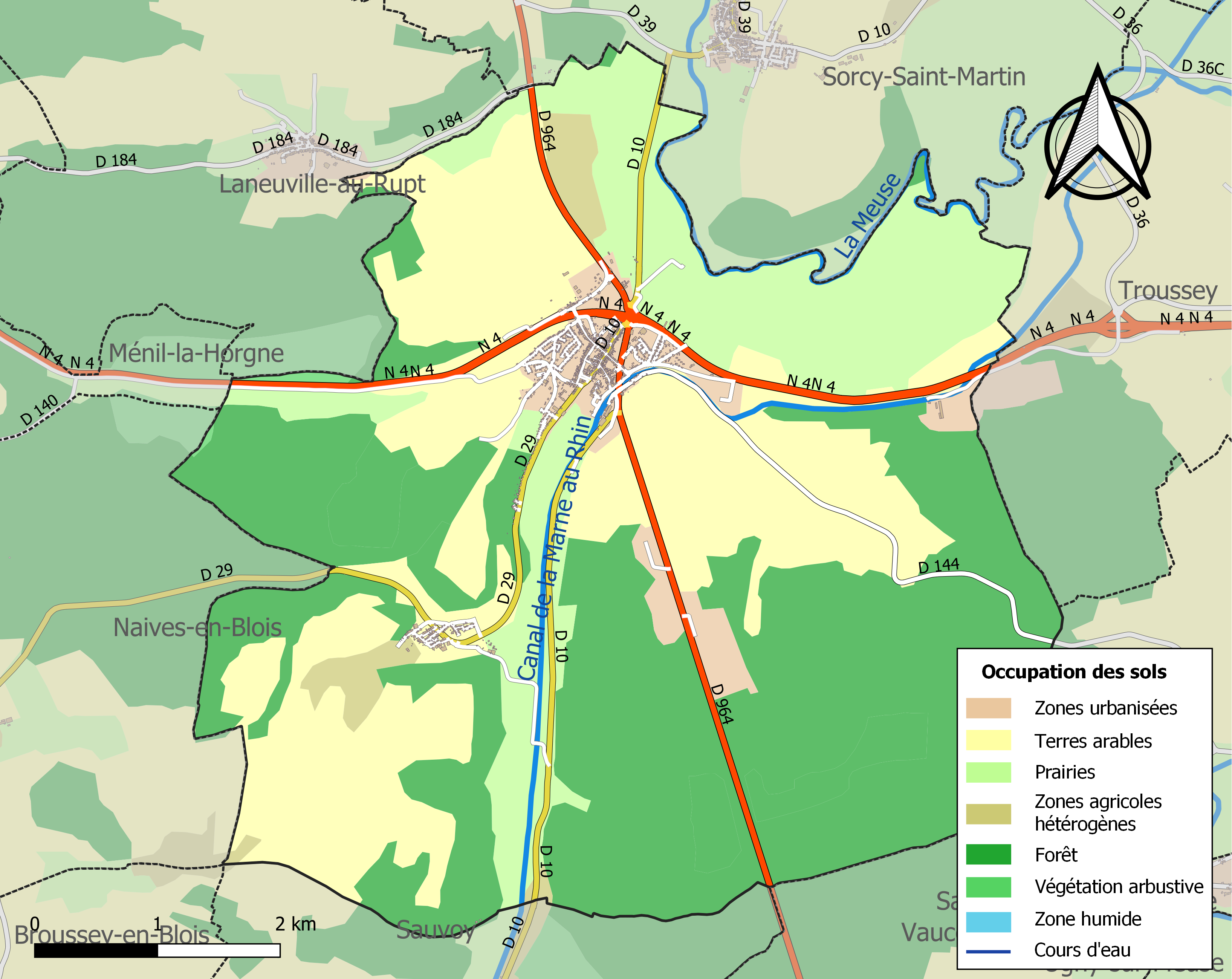
Kaart van de gemeente met de belangrijkste infrastructuur, bodemgebruik en omliggende gemeenten

## Demografie
Onderstaande figuur toont het verloop van het inwonertal (bron: INSEE-tellingen).